# Sobeys

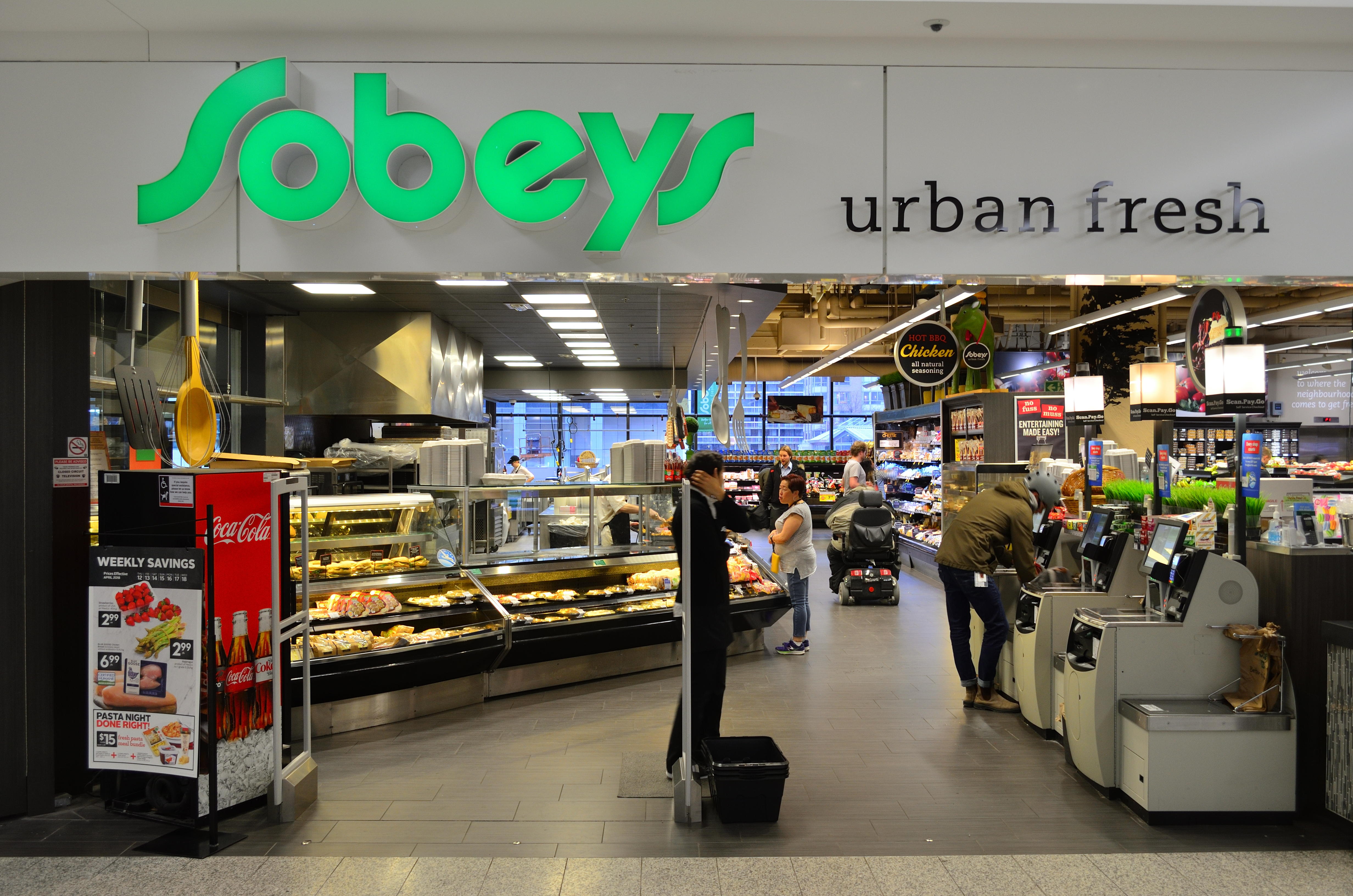
Sobeys Urban Fresh

Sobeys ist der zweitgrößte Handelskonzern in Kanada mit über 1300 Supermärkten und ist in allen zehn Provinzen vertreten. Der Sitz des Unternehmens befindet sich in Stellarton.

## Geschichte
Das Unternehmen wurde von John W. Sobey einem Fleischlieferanten in Nova Scotia gegründet. 1924 trat sein Sohn, Frank H. Sobey in das Unternehmen ein und setzte auf Expansion. Im Jahre 1949 eröffnete Sobey den ersten Selbstbedienungs Supermarkt. 1980 folgten weitere Supermärkte in den südlichen Gebieten Kanadas. 1998 kaufte das Unternehmen einen Konkurrenten (Oshawa Group) und wurde dadurch der zweitgrößte Handelskonzern in Kanada. 2005 verlor das Unternehmen bei einer Bieterschlacht um ein anderes Unternehmen. 2007 erfolgte die Übernahme des Unternehmens Thrifty Foods, die 25 Supermärkte in British Columbia betreibt. 2002 erfolgte eine weitgehende Umstrukturierung und Modernisierung im Unternehmen. Alle Supermärkte erfuhren eine grundlegende Sanierung und Ausstattung, daneben wurde auch der Kundenservice verbessert. Das Unternehmen betreibt in allen Provinzen Standorte.

## Sparten
Neben dem klassischen Betrieb von Supermärkten betreibt das Unternehmen auch Drogerien (Lawtons) sowie mehrere kleinere Einzelhandelsgeschäfte unter dem Namen (Needs). Des Weiteren auch „Sobeys Express“ und „BoniChoix“.